# Bill Eadie (piłkarz)
William Phillips Eadie (ur. 1882, zm. 1931) – szkocki piłkarz, który występował na pozycji obrońcy.

## Kariera
Zawodową karierę rozpoczął w Morton, skąd w sierpniu 1906 przeszedł do Manchesteru City.  W sumie, biorąc pod uwagę rozgrywki ligowe i pucharowe, wystąpił w City w 205 meczach i zdobył 6 bramek. W czerwcu 1914 przeszedł do Derby County, z którym wywalczył awans do Division One. Po zakończeniu sezonu 1914/1915 zakończył piłkarską karierę.